# Мрасское шорское наречие
Мра́сское шо́рское наречие — тюркский язык хакасской группы. Фактически является диалектом хакасского языка и приближается к шорскому его диалекту (диалектный континуум).
Традиционно описывается как мрасский диалект шорского языка, однако так называемый кондомский диалект шорского относится к северноалтайской группе.
Мрасский язык лежит в основе литературного шорского.

## Сведения
Мрасское шорское наречие распространено в районах рек Мрассу и Томь, в Кемеровской области и частично в Республике Алтай.
Основные диалекты (или говоры) — нижнемрасский, томский, среднемрасский, кобырзинский, верхнемрасский.
Как все хакасские языки, мрасское шорское наречие пратюркское -d- отражает как -z-: азақ 'нога' (в кондомском айақ).
Противопоставление звонких и глухих согласных в абсолютном начале и конце слова снято в пользу глухих, в то время как в интервокальной позиции глухие последовательно озвончаются.